# Kate Mansi
Kate Mansi (Calabasas, 15 settembre 1987) è un'attrice statunitense.
È nota soprattutto per il ruolo di Abigail Deveraux in Il tempo della nostra vita e di Kristina Davis in General Hospital.

## Biografia
Kate Mansi nasce il 15 settembre 1987 a Calabasas in California. È la figlia di Jeff e Victoria Morris. Mansi è di origine inglese, irlandese e italiana. 

### Carriera
Nel 2008 appare in un episodio della serie tv How I Met Your Mother. La svolta nella sua carriera arriva quando entra nel cast principale della soap opera Il tempo della nostra vita nel ruolo di Abigail Deveraux figlia di Jack Deveraux e Jennifer Horton restando nella soap fino al 2016 venendo poi sostituita da Marci Miller. Uscita da Days, prende parte ad un episodio della serie tv Small Shots. Lo stesso anno prende parte al film Un'ospite pericolosa mentre un anno dopo nel film Un'ex pericolosa. Nel 2018 è protagonista del film Thriller/Drammatico Madre di ogni segreto nel ruolo di Aubrey. Nello stesso anno ritorna a Il tempo della nostra vita riprendendo i panni di Abigail Deveraux restando fino al 2020 quando la Miller riprende tale ruolo.  Nel 2020 è protagonista del film commedia/romantico Lo, Lacey e Valerie nel ruolo di Lacey Keller. Nel 2023 entra nel cast principale della soap opera General Hospital nel ruolo di Kristina Davis, ruolo che ricopre tuttora.

## Filmografia

### Cinema
- Un'ospite pericolosa (2016)
- Un'ex pericolosa (2017)
- Madre di ogni segreto (2018)
- Lo, Lacey e Valerie (2020)

### Televisione
- How I Met Your Mother - serie TV, 1 episodio (2008)
- Il tempo della nostra vita - soap opera (2011-2016, 2018-2020)
- Small Shots - serie TV, 1 episodio (2017)
- General Hospital - soap opera (2023-in corso)